# 雅克-130

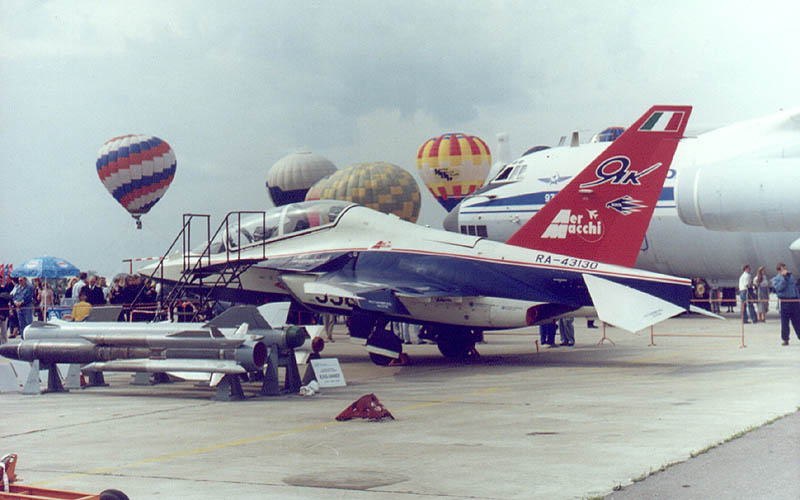
Yak-130展示於朱可夫機場，1999年

雅克-130（俄语：Як-130）是蘇聯解體後研製的第一款軍用機。為雅克列夫設計局設計的一型次音速雙座高級噴射教練機／輕型攻击机或先導型戰鬥教練機。雅克-130於1991年開始研發，在1996年4月26日進行首飛。於2005年，它獲得了俄羅斯政府的軍用教練機標案，並於2009年第一架飛機開始進入俄罗斯空军服役。作為一種先進的教練機，雅克-130是能夠複製擁有一些「4+世代」戰機和第五代蘇-57戰鬥機的特點。它也可以執行輕型攻擊和偵察任務，可攜帶3000公斤的戰鬥負載。

## 歷史

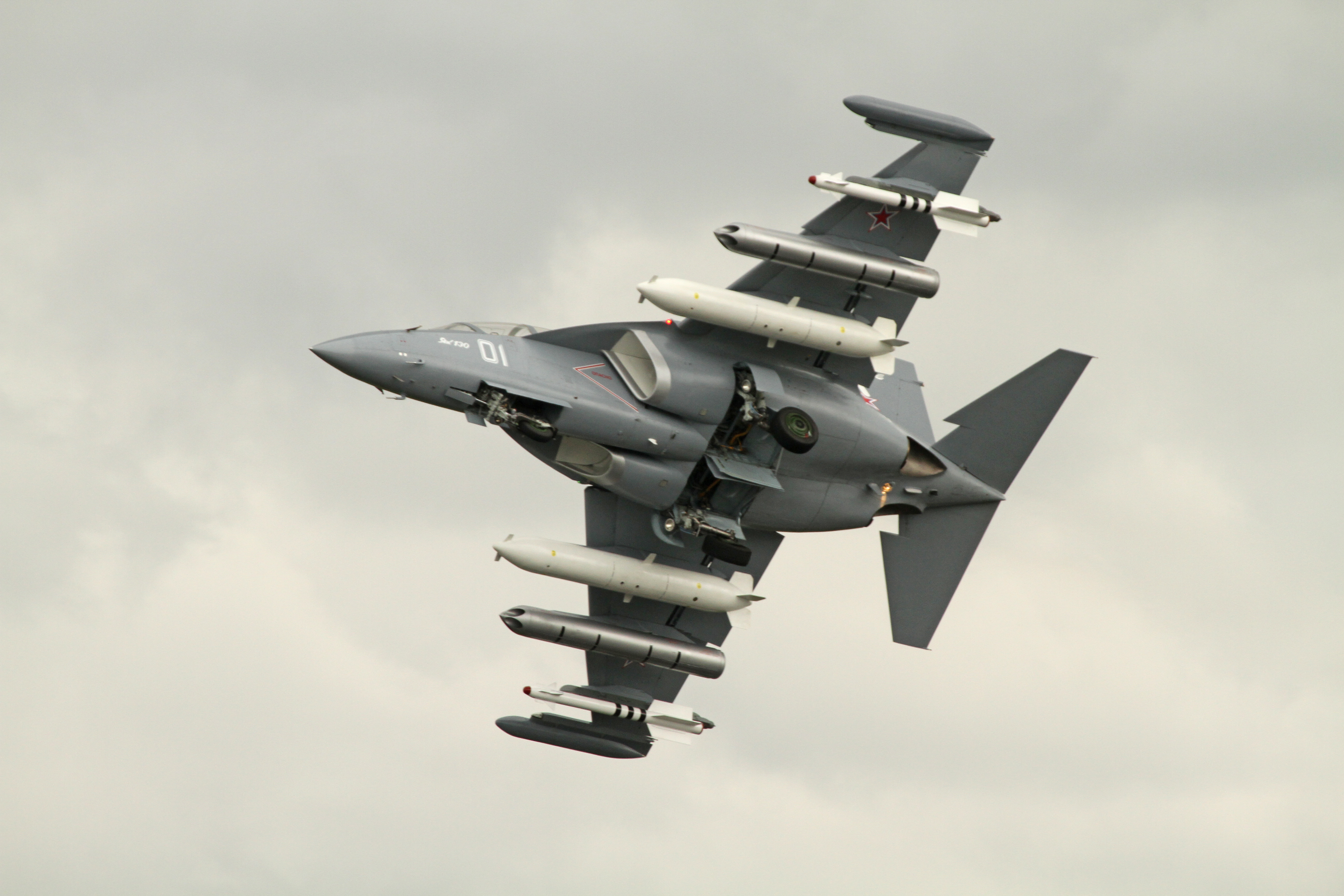
Yak-130下腹部

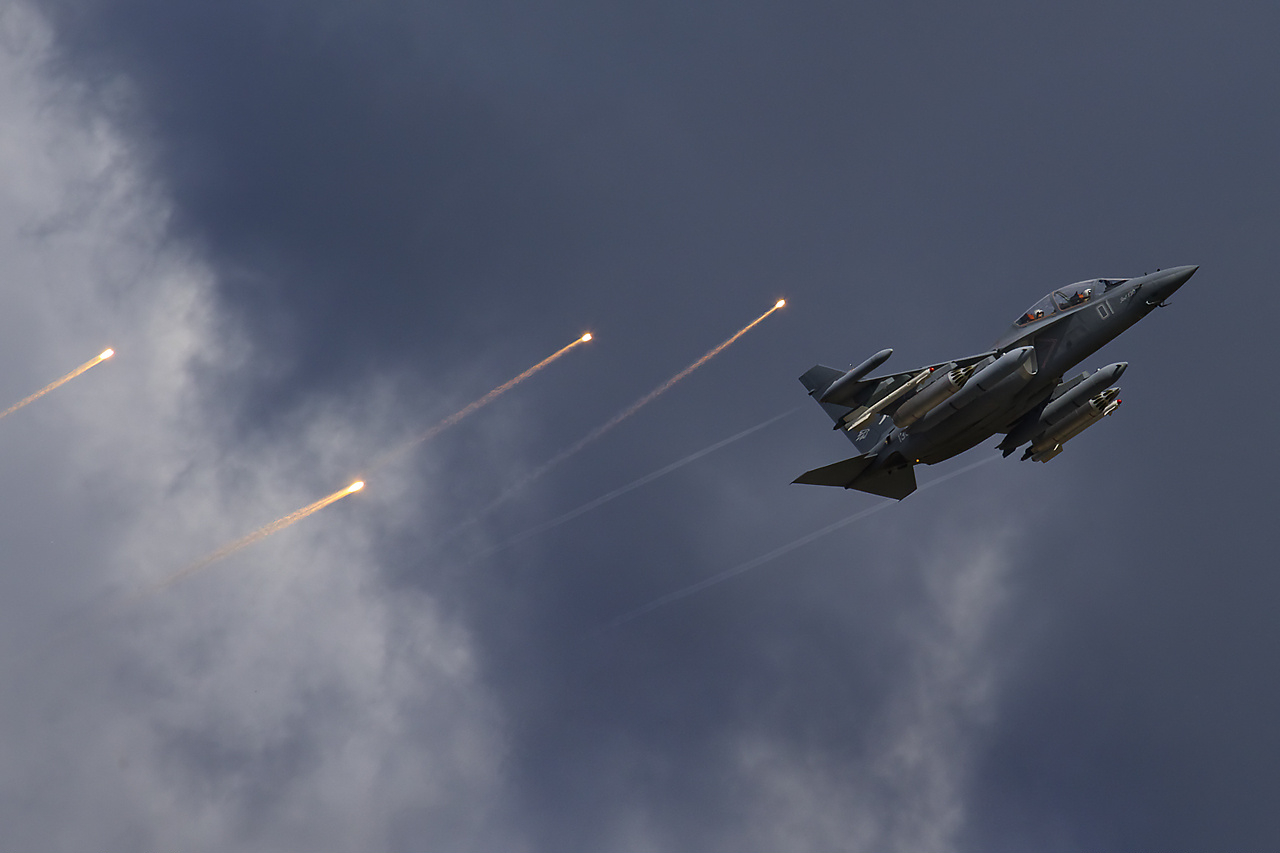
Yak-130部署熱誘餌彈.

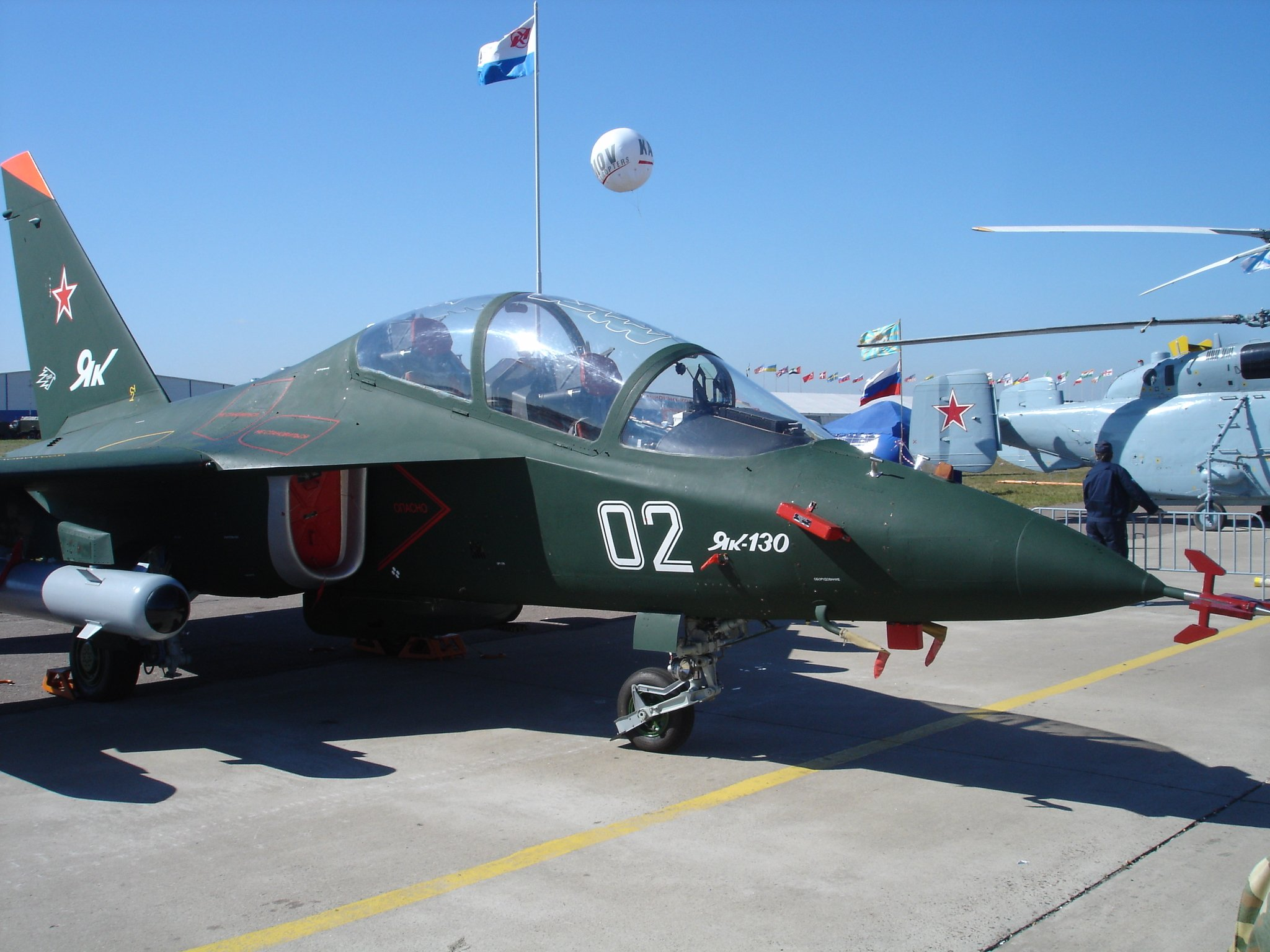
在MAKS-2005年航展上的Yak-130

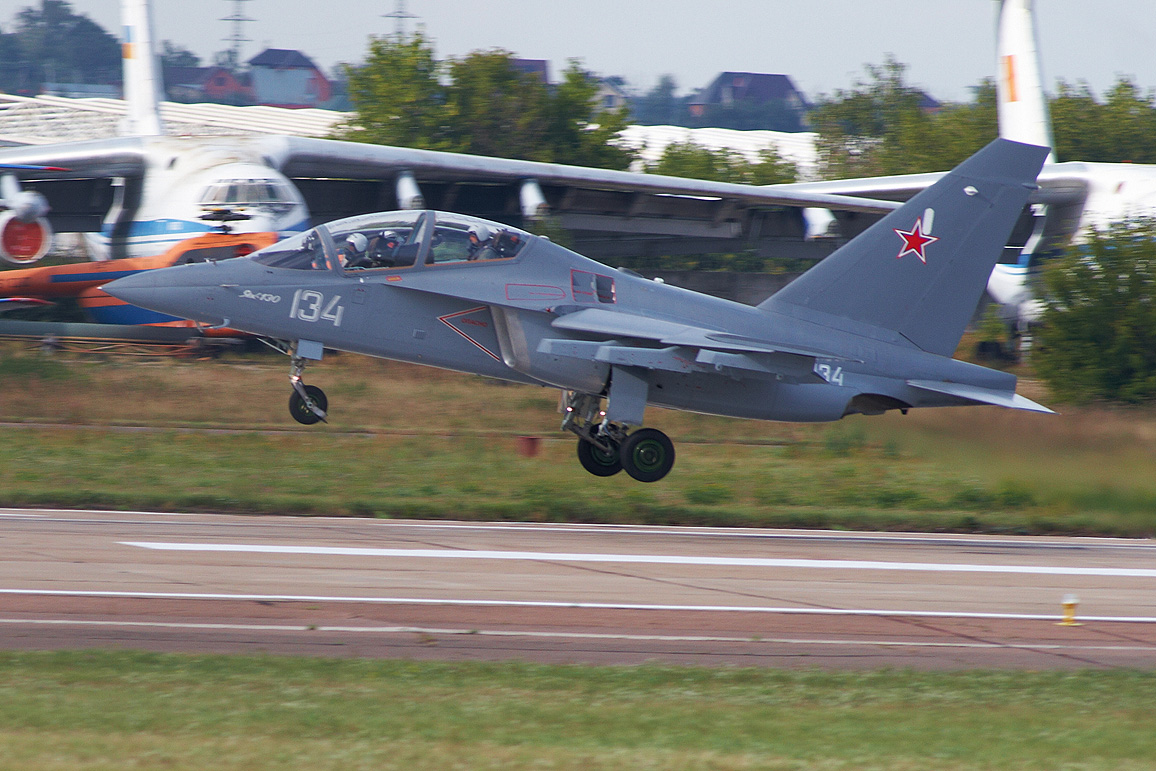
Yak-130在MAKS-2011年航展.

蘇聯空軍／俄羅斯空軍從20世紀70年代開始至今一直將捷克生產的L-39C信天翁高級教練機作為其教練機機隊的主力，該機是上世紀70年代到蘇聯解體時蘇聯空軍和國土防空軍教練機機隊中數量最多的機種；但是預估到了21世紀初，該機的服役壽限也即將屆滿，於是在20世紀80年代末，蘇聯空軍和國土防空軍就決定開始研製下一代高級教練機，該項目的研製計劃書下發到各個設計局。米格設計局，米亞西舍夫設計局、蘇愷設計局和雅克列夫設計局都打算參與該項目的競爭，並且也根據各自對於下一代高級教練機的理念開展了預研工作。
雅克-130於1991年開始研發，於1993年9月完成設計。 由於蘇聯解體，雅克列夫設計局被迫尋求外援。1993年與義大利馬基航空達成協議合作推出Yak/AEM-130教練機，由馬基航空負責財務與技術支持。 第一架原型機（Yak-130D，D代表Demonstrator，展示機）由位於俄羅斯下諾夫哥羅德的雄鷹飛機製造廠製造，在1995年6月公開，並於1996年4月25日進行首飛。
一開始規畫建造10架預量產型交俄國空軍測試，但隨亞洲金融風暴導致財政惡化成泡影。俄國空軍又要求己方廠商以該國教練機優先、排斥非獨立國協的外製零組件，義方對此則無法接受，於是1999年12月雙方因市場條件改變而分道揚鑣，雅克列夫設計局以義大利免除俄國政府7700萬美元債務的代價提供技術文件給馬基航空，各自區隔市場發展出雅克-130和M-346。雅克列夫可銷售至獨立國協、印度、斯洛伐克和阿爾及利亞，馬基航空則是可銷售至北約成員國等等。
首架量產型的雅克-130於2004年4月30日在位於下諾夫哥羅德的索爾莫沃試飛站首飛，機號為「白色01」。第2架於2005年春天參加試飛，最初其編號為「黑色02」，但是之後變成了「白色02」。第3架於2005年秋季進入試驗場參加試飛。
雅克-130於2005年，獲得了俄羅斯政府的軍用教練機標案，並於2009年第1架雅克-130開始進入俄罗斯空军服役。
雅克-130型機規劃總費用約2億美元，單機價格為1,200~1,400萬美元。除了俄羅斯空軍計劃購買200架雅克-130之外，俄羅斯海軍也對該機極感興趣，有意將其改裝成艦載機。

## 設計
雅克-130是全世界第1款引入現代戰機高機動先天不穩定氣動布局設計的第五代高級噴射教練機。俄羅斯第五代戰機的部分設備與航電架構就是在雅克-130上先行落實。
作為1款先進的教練機，雅克-130是能夠複製一些「四+世代」戰機和第五代Su-57戰鬥機的特點。它也可以執行輕型攻擊和偵察任務，可攜帶3000公斤的戰鬥負載。
雅克-130的全玻璃駕駛艙（Glass Cockpit），採用三塊大型液晶顯示器（Liquid Crystal Display，LCD）。
該機的發動機是根據俄、烏合作項目的規定裝配AI-222-25渦扇發動機。另外，中國研製的L15高教機，亦採用此系列的發動機。

## 系列機型

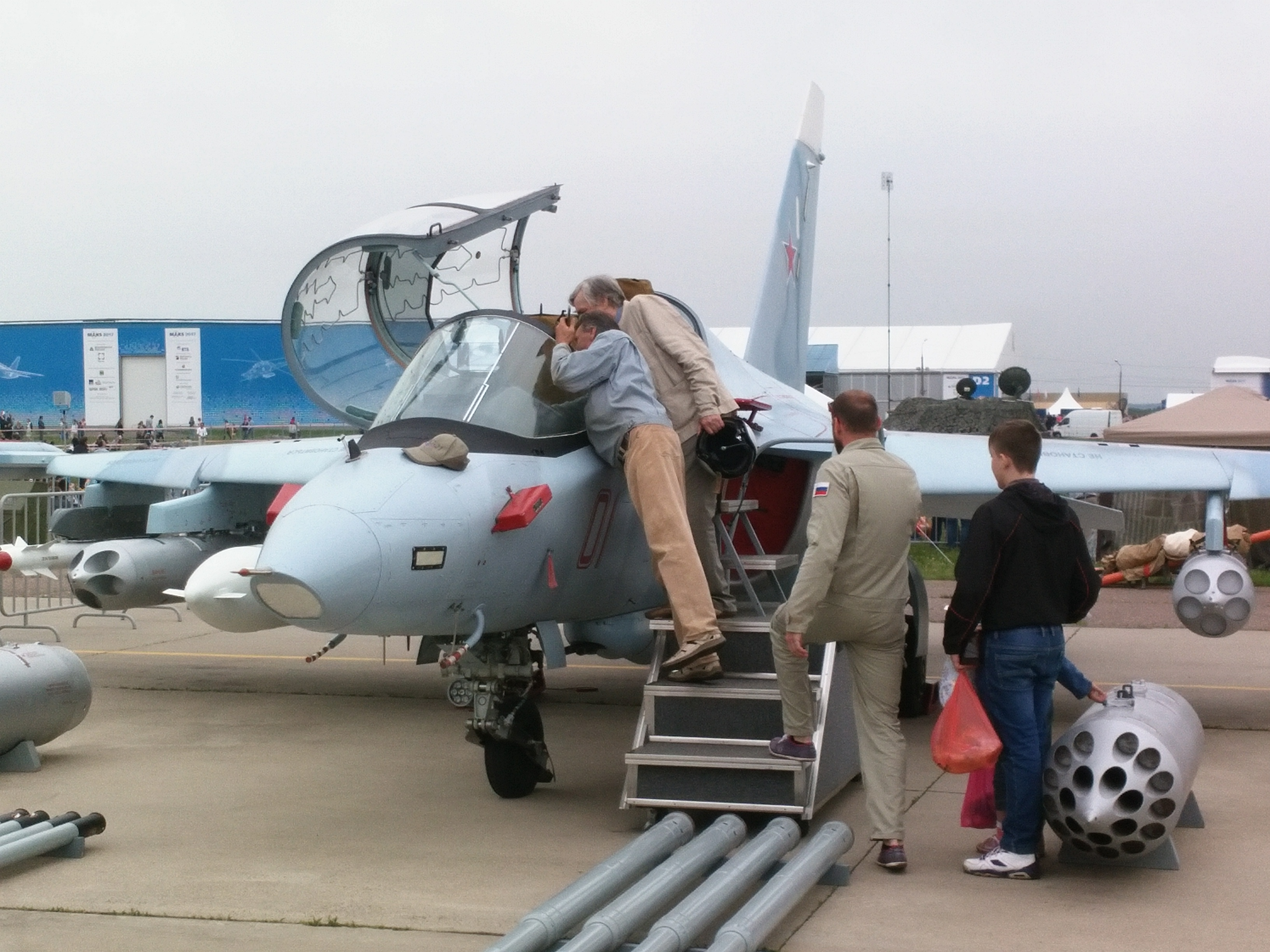
Yak-131

- 雅克-130 D – 首架原型機
- 雅克-130 – 基本的雙座高級噴射教練機
- 雅克-131 – 輕型攻擊機
- 雅克-133 – 輕型打擊機
- 雅克-133IB – 戰鬥轟炸機
- 雅克-133PP – 電子反制機
- 雅克-133R – 戰術偵察機
- 雅克-135 – 4座貴賓運輸機
- 雅克-130M – 輕型戰鬥機

## 服役國家
- 俄羅斯

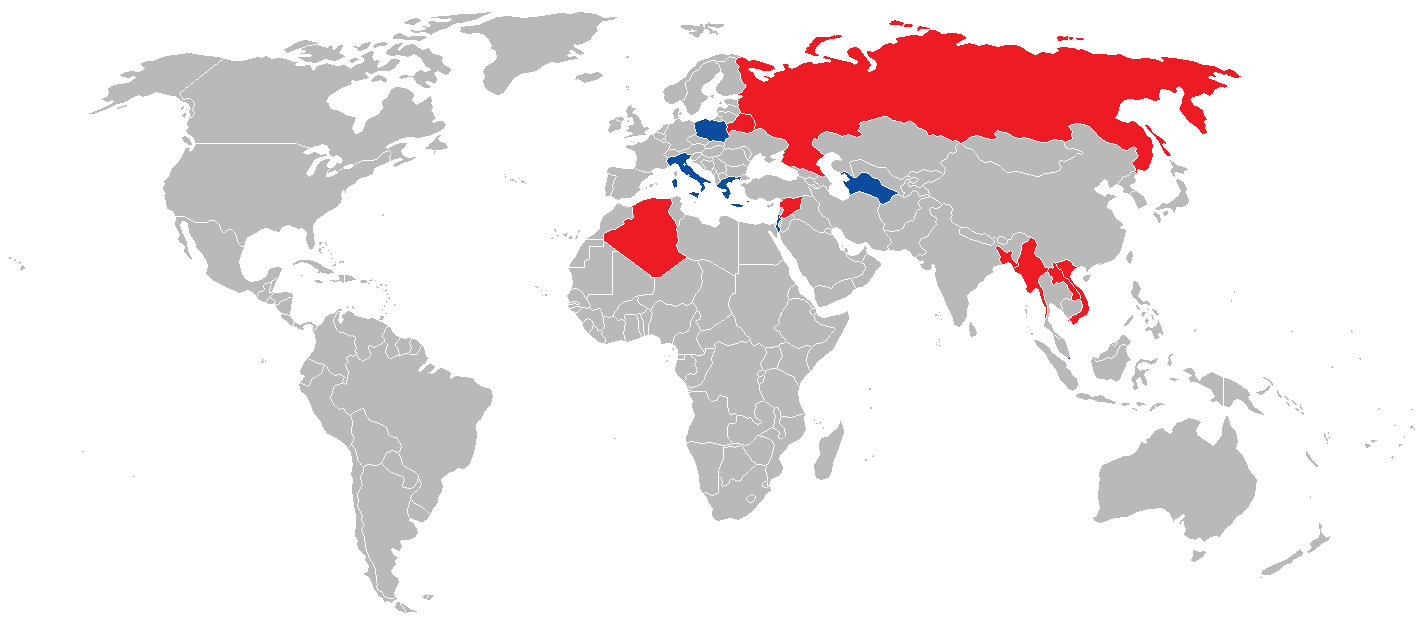
Yak-130(紅色)及M-346(藍色)的使用國

  - 俄羅斯空軍：81架現役（2017年中）[17]。第1架生產的雅克-130於2009年7月下旬接收。俄羅斯總共需求72到200架[18]。俄羅斯空軍確認訂購55架[19][20]。

- 阿尔及利亚
  - 阿爾及利亞空軍：16架（2017年中）[21][22]。

- 白俄羅斯
  - 白俄羅斯空軍：8架（2016年）[23]。

- - 孟加拉空軍：16架（2017年中）[24][25]。

- 緬甸
  - 緬甸空軍：3架（2017年中）[26]。

- - 老挝人民军空軍：4架（2019年1月）[27]。

- 越南
  - 越南人民軍空軍[28]：2019年已經訂購12架。

- 叙利亚
  - 敘利亞阿拉伯空軍：於2012年訂購36架[29]。

- 伊朗:
  - 伊朗伊斯蘭共和國空軍：

### 潛在用戶
- 蒙古国
  - 蒙古空軍：已訂購1架[30]。

## Yak-130諸元

### 基本規格
- 飛行員：2名
- 長度：11.49 m（37 ft 8 in）
- 翼展：9.72 m（31 ft 10 in）
- 高度：4.76 m（15 ft 7 in）
- 翼面積：23.52 m²（253.2 sq ft）
- 空重：4,600 kg（10,141 lb）
- 載重：6,350 kg（14,000 lb）
- 最大起飛重量：10,290 kg（22,685 lb）
- 發動機：2具禮炮公司（Salyut）／馬達西奇公司（Motor Sich）AI-222-25渦輪扇發動機，2520kgf/24.7 kN（5,552.78 lbf）（淨推力） 4200 kgf/41.2 kN（9,262.13 lbf）（後燃器開啟）

### 性能
- 最高速度：1,050 km/h（644 mph）
- 巡航速度：887 km/h（551 mph）
- 失速速度：165 km/h（103 mph）
- 航程：2,546 km（1,582 miles）
- 實用升限：12,500 m（42,660 ft）
- 爬升率：50 m/s（10,000 ft/min）
- 翼負荷：276.4 kg/m²（56.60 lb/sq ft）
- 推重比：0.8

### 武裝
- 對稱或不對稱武器載荷，重達到3,000 kg（6,613 lb），包括各種制導和非制導武器，副油箱及電子吊艙，可以在9個外掛點裝置：每個翼尖1個，每個機翼下3個，及機身下1個

## 世界各國與「Yak-130」同屬第五代高級噴射教練機的機型
- T-BE5A勇鷹── 中華民國
- L15獵鷹── 中华人民共和国
- T-50金鷹── 大韓民國
- 噴射自由鳥── 土耳其
- M 346大師── 義大利
- T-7A紅鷹── 美国／ 瑞典

## 參閲
- L-39信天翁

## 外部連結
- Yak-130 Air Force Technology （页面存档备份，存于）
- A.S.Yakovlev designe bureau–Yak-130 （页面存档备份，存于）
- Yak-130 Light attack and training aircraft (Combat Trainer Jet)